# Der Reichsarzt und der Prinz
Der Reichsarzt und der Prinz ist ein deutscher Dokumentarfilm von Michael Krause aus dem Jahr 2021.

## Handlung
Im Mittelpunkt dieses Films stehen zwei Männer, die in führender Stellung des NS-Staats tätig und an der Vertuschung dessen Verbrechen im medizinischen System aktiv beteiligt waren. Es handelt sich um Ernst-Robert Grawitz, den Reichsarzt SS und somit Chef aller SS-Ärzte im Dritten Reich. Ab 1937 war er auch Geschäftsführender Präsident des Deutschen Roten Kreuzes (DRK), um es nach dem Führerprinzip zu organisieren und für den Kriegseinsatz vorzubereiten. Bei dem zweiten Mann handelt es sich um Carl Eduard Herzog von Sachsen-Coburg und Gotha, der als Mitglied vieler Organisationen vor allen Dingen mit repräsentativen Aufgaben betraut wurde, so war er ab 1933 Präsident des Deutschen Roten Kreuzes. Für den, der diesen Film im Kino sieht und somit kein Internet zur Hand hat, werden zu Beginn ausführlich die Biografien der beiden Männer, bis zu Beginn der 1930er Jahre, behandelt.
Dr. Ernst-Robert Grawitz wird 1933 dirigierender Arzt der Inneren Abteilung am Krankenhaus Berlin-Westend. Mit seinem Antritt entlässt er sofort alle jüdischen Ärzte und benennt die Sozialhygienische Akademie in Staatsmedizinische Akademie um, mit dem Ziel, die nationalsozialistische Ausbildung in den Vordergrund zu stellen. Ein Besuch dieser Akademie wird für alle Ärzte, die in den Staatsdienst aufgenommen werden wollen, zur Pflicht. Seine Aufgabe, ab 1937 das DRK neu zu organisieren, gelingt ihm, indem er Leute, die er durch seine Tätigkeit bei der SS kennt, mit ins Boot holt. Dazu gehört auch der Verwaltungschef der SS Oswald Pohl, der beim DRK Generalbevollmächtigter für alle vermögensrechtlichen Angelegenheiten wird und somit der SS mehrere Kredite durch das DRK bewilligen kann. Ein weiterer Helfer ist Dr. Ferdinand Berning, der zuvor im KZ Esterwegen als Lagerarzt tätig war und nun die Aufgabe hat, Besichtigungen von Konzentrationslagern durch ausländische Besuchsgruppen des Internationalen Roten Kreuzes zu organisieren. Diese Besuche sind ein großer Erfolg, da die Lager zum Teil extra dafür hergerichtet wurden. Eine besondere Rolle besteht auch darin, dass die Führungen durch Mitglieder des Deutschen Roten Kreuzes durchgeführt werden, die bei den Gästen sofort großes Vertrauen erwecken.
Der Reichsführer SS Heinrich Himmler ernennt Ernst-Robert Grawitz, der auch Mitglied in dessen Stab ist, zum Aufsichtsführenden Mitglied des Vereins Lebensborn, in dem Nachwuchs arischer Abstammung herangezogen werden soll. Dr. Karl Brandt, seit 1935 Adolf Hitlers Begleitarzt, wird 1939 Beauftragter für die Krankenmorde, die hinter dem Decknamen Aktion T4 versteckt wird. Unter dem Deckmantel des DRK werden nach dem Überfall auf Polen die dort existierenden Pflegeheime für behinderte Menschen geräumt, um sie für die Soldaten der deutschen Wehrmacht als Kasernen zu nutzen. Diese und andere Maßnahmen werden durch Grawitz in den besetzten Gebieten zu sanitätsdienstlichen - informatorischen Zwecken überprüft. Zu den Festlegungen des DRK gehört nun, einen Teil der kriegswichtigen Aufgaben im Verborgenen zu leisten, bittet aber weiterhin, um die materielle und personelle Unterstützung des deutschen Volkes.
Von 1939 bis 1943 wird das Präsidialgebäude des Deutschen Roten Kreuzes, dem heutigen Haus 1 der Universität Potsdam#Historische Gebäude erbaut. Hier sitzen die Spitzenkräfte des DRK für das gesamte Deutsche Reich. Das Gebäude ist 160 Meter lang und in der Mitte befindet sich der Eingang, durch den man einen Appellraum betritt, wo wichtige Dinge verkündet und Auszeichnungen vorgenommen werden. Hier findet aber auch 1945 eine der letzten Zusammenkünfte statt, bei der an die Gefolgschaft Zyankalikapsel verteilt werden, für diejenigen, die sich beim Einmarsch der Roten Armee das Leben nehmen wollen. Die nationalen Rote Kreuz Organisationen sind eigenständig und sollen als neutrale Instanzen Menschen in Not helfen, wozu auch die Überwachung der humanitären Rechte der Kriegsgefangenen und deren Versorgung mit Lebensmitteln gehört. Ab Oktober 1942 werden Lebensmittelpakete in deutsche Konzentrationslager zugelassen, allerdings nicht an Juden und sowjetische Kriegsgefangene.
Das Selbstverständnis des Deutschen Roten Kreuzes hat sich im Dritten Reich gewandelt. Die Gesunderhaltung steht nur noch für Arier im Vordergrund, da sie sich zur führenden Rasse in der ganzen Welt entwickeln soll, während die Ärzte die Aufgabe haben, bei Gruppen die nicht in dieses Idealbild passen, das Leben zu beenden. Die Euthanasie in Deutschland beginnt mit der Ermordung körperlich oder geistig behinderter Kinder in über 50 Kinderfachabteilungen. Die erste Tötung Erwachsener erfolgt im Januar 1940 in einem kleinen Raum des ehemaligen Zuchthauses Brandenburg mit Kohlenstoffmonoxid. Diese Tötung von Insassen von Heil- und Pflegeanstalten wird Aktion T4 genannt. Für die Tötung der sich in Konzentrationslagern befindlichen Patienten und die die Bezeichnung Aktion 14f13 erhält, ist Grawitz direkt verantwortlich. Der Transport zu den Tötungsanstalten erfolgt durch Reichspostbusse und Autos der Gemeinnützigen Krankentransportgesellschaft. Natürlich bleiben die mehrmals pro Woche stattfindenden Transporte den Anwohnern nicht verborgen. Doch der Widerstand gegen die Aktionen kommt nicht nur von der Bevölkerung, so tritt der Bischof Clemens August Graf von Galen aus Münster öffentlich gegen die „Vernichtung unwerten Lebens“ auf. Offiziell wird die Euthanasie-Aktion im August 1941 beendet, geht aber im Geheimen weiter, so dass in ganz Europa deshalb über 200 000 Menschen getötet werden.
Carl Eduard Herzog von Sachsen-Coburg und Gotha reist fast 40 Mal ins Ausland, um Werbung für die Außenpolitik des Dritten Reiches zu betreiben. Er war Gründer zahlreicher NS-Organisationen, so auch der Vereinigung Deutscher Frontkämpfer-Verbände, über die er ausländische, ehemalige Frontkämpfer an das Deutsche Reich binden kann. Seine internationalen Verbindungen kann er auch durch private Beziehungen intensivieren, so ist er der Enkel der Königin Viktoria von England und durch die Heirat seiner Tochter mit Gustav Adolf Erbprinz von Schweden hat er verwandtschaftliche Beziehungen zum schwedischen Königshaus (Er ist der Großvater des heutigen schwedischen Königs Carl XVI. Gustaf). So fällt es ihm leicht, die wahren Ziele des NS-Staates zu verschleiern, was seine Hauptaufgabe ist.
Nach dem Überfall auf die Sowjetunion steht auch hier die Vernichtung der Juden an vorrangiger Stelle, das Ziel sind judenfreie Territorien. Das Problem ist, dass man so viele Menschen nicht erschießen kann und deshalb beginnt man z. B. im KZ Mauthausen Lastwagen so umzubauen, dass deren Motorabgase in den, mit einem Rot-Kreuz-Zeichen versehenen Kofferaufsatz geleitet werden und somit die darin befindlichen Menschen umkommen. Doch auch das ist nicht effizient genug, weshalb die brutalsten Vernichtungsmethoden in den Vernichtungslagern eingerichtet werden. Das Deutsche Rote Kreuz wird dabei genutzt, um Millionen Menschen, die getötet werden sollen, zu täuschen, denn sie sollen bis zum Schluss an die Legende von der Umsiedlung in ein Arbeitslager glauben. Das größte Vernichtungslager ist das KZ Auschwitz-Birkenau, in dem die Menschen von einem SS-Lagerarzt selektiert und die nicht mehr arbeitsfähigen sofort in die Gaskammern geschickt werden. Verantwortlich für den Einsatz der SS-Ärzte, die Wachmannschaften in den KZ und für die Betreuung der Waffen-SS ist Ernst-Robert Grawitz. Der wohl bekannteste Lagerarzt ist Josef Mengele, der mit seiner in Auschwitz durchgeführten Zwillingsforschung habilitieren will. Die im Häftlings-Krankenbau durchgeführten Experimente und andere Versuche an Menschen werden unter Aufsicht von Dr. Grawitz durchgeführt. Dazu gehören auch die Versuche von Dr. Carl Clauberg, die die Unfruchtbarkeit von Frauen als Ziel haben. Noch im Spätsommer 1944 wird ein neues SS-Truppenlazarett in Auschwitz eröffnet, welches vom Deutschen Roten Kreuz mit Rundumservice betrieben wird, das aber nicht für die Häftlinge vorgesehen ist.
Mit dem Einzug der militärischen Befreier in die Konzentrationslager sind die Qualen der Häftlinge in den Krankenrevieren noch nicht beendet. Viele von ihnen haben noch ihr Leben lang an den Folgen zu tragen und vielen kann nicht mehr geholfen werden. Da Dr. Grawitz damit rechnet, für seine Taten nach dem Ende des Nationalsozialismus zur Verantwortung gezogen zu werden, nimmt er sich und seiner Familie in seinem Haus das Leben, in dem er unter dem Abendbrottisch eine Handgranate zündet. Für noch lebende 23 Ärzte geht es 1946 im Nürnberger Ärzteprozess in der Anklage um die durch sie durchgeführten Menschenversuche, die Tötung von Häftlingen und weitere Krankenmorde. Ernst-Robert Grawitz ist der wichtigste, nicht anwesende, Angeklagte. In allen Punkten erklären sich die Angeklagten, wozu auch Dr. Karl Brandt gehört, für „Nicht Schuldig“. Die Organisation Deutsches Rotes Kreuz wird im September 1945 in ganz Deutschland verboten. Carl Eduard Herzog von Sachsen-Coburg und Gotha wird Anfang April 1945 von einem amerikanischen Major in seinem Schloss in Coburg unter Hausarrest gestellt. Da es sich bei ihm um ein ehemaliges Mitglied des englischen Königshauses handelt und es deshalb zu diplomatischen Verwicklungen führen könnte, wird festgestellt, dass er nicht tiefer in die Aktivitäten der Nationalsozialistische Deutsche Arbeiterpartei eingebunden und er nur ein gewöhnlicher Angehöriger des gewöhnlichen Volkes war. Mit einer Sühneleistung von 5 000 DM ist für ihn dieses Kapitel abgeschlossen. Der Arrest endet im Jahr 1950 und er verstirbt 1954 in Coburg.

## Produktion und Veröffentlichung
Der Reichsarzt und der Prinz wurde als Farbfilm und mit mehreren historischen Schwarzweißfilm-Sequenzen, ohne Fördergelder, aber mit Hilfe des Historikers Markus Wicke, der außerdem in mehreren Abschnitten selbst präsent ist, von paroli-film gedreht. Die erste Erwähnung der 86-Minuten-Version, in englischer Sprache, erscheint im Programm für das griechische Chania-Filmfestival vom 20. bis 30. Oktober 2021 in Griechenland. Die Erstaufführung der 59-Minuten-Version erfolgte am 28. März 2022 im ehemaligen Kinosaal des 1943 fertiggestellten Präsidialgebäudes des Deutschen Roten Kreuzes, dem heutigen Haus 1 der Universität Potsdam.

## Kritik
In der Berliner Zeitung schrieb Claus Löser: 

„In einer Mischung aus Archivmaterial, Expertenstimmen und zurückhaltend inszenierten Spielszenen wird das ganze Ausmaß des Missbrauchs deutlich, den eine humanitäre Institution im Nationalsozialismus erfuhr. Nein, das DRK war kein Wohlfahrtsverband, der auf unglückliche Weise in die Machenschaften der Nazis verstrickt wurde. Das DRK war ein gezielt eingesetztes, aktives Instrument des Völkermords. […] Im Einzelnen ist vieles bekannt, doch Fokussierung und Kontextualisierung sind neu. Dies erweist sich in mehrfacher Hinsicht als aufschlussreich – und leider auch aktuell.“